# Задача разрешимости
Задача разрешимости (проблема разрешимости) — вопрос, сформулированный в рамках какой-либо формальной системы, требующий ответа «да» или «нет», возможно, зависящего от значений некоторых входных параметров.
Например, проблема «даны два числа: {\displaystyle x} и {\displaystyle y}; делится ли {\displaystyle x} на {\displaystyle y} без остатка?» является проблемой разрешимости. Ответ может быть дан либо «да», либо «нет» и зависит от значений {\displaystyle x} и {\displaystyle y}. Метод решения проблемы разрешимости, представленный в форме алгоритма, называется разрешающей процедурой для этой проблемы. Так, разрешающая процедура для проблемы из примера выше должна определять совокупность действий, которые следует предпринять для проверки делимости нацело {\displaystyle x} на {\displaystyle y} для данных чисел. Один из таких алгоритмов — деление столбиком — изучается в начальной школе. Остаток, равный нулю, означает ответ «да», в противном случае — «нет». Проблема разрешимости, для которой существует разрешающая процедура, называется разрешимой.
Не все математические задачи могут быть сформулированы как проблемы разрешимости. Вычисление произведения двух чисел, поиск наиболее быстрого алгоритма умножения чисел и оптимизационные задачи, в частности задача коммивояжёра в классической постановке, не являются проблемами разрешимости, поскольку их невозможно сформулировать так, чтобы ответом к  задаче было бы «да» или «нет».
Исследования в области теории рекурсии часто сфокусированы на проблемах разрешимости, поскольку к ним без потери общности сводятся многие задачи.